# Anisodes congruaria
Anisodes congruaria là một loài bướm đêm trong họ Geometridae.